# Distretto di Soroca
Il distretto di Soroca è uno dei 32 distretti della Moldavia, il capoluogo è la città di Soroca.

## Società

### Evoluzione demografica
In base ai dati del censimento, la popolazione è così divisa dal punto di vista etnico:
| Etnia       | Abitanti | %     |
| ----------- | -------- | ----- |
| Moldavi     | 84.728   | 89,20 |
| Ucraini     | 4.752    | 5,00  |
| Russi       | 2.601    | 2,74  |
| Gagauzi     | 53       | 0,06  |
| Bulgari     | 48       | 0,05  |
| Rumeni      | 931      | 0,98  |
| Altre etnie | 1.873    | 1.97  |

Tra gli abitanti segnalati come altre etnie, 1.564 sono Rom

## Geografia antropica

### Suddivisioni amministrative
Il distretto è formato da 1 città e 34 comuni

#### Città
1. Soroca

#### Comuni
1. Bădiceni
2. Băxani
3. Bulboci
4. Căinarii Vechi
5. Cosăuți
6. Cremenciug
7. Dărcăuți
8. Dubna
9. Egoreni
10. Holoșnița
11. Hristici
12. Iarova
13. Nimereuca
14. Oclanda
15. Ocolina
16. Parcani
17. Pîrlița
18. Racovăț
19. Redi-Cereșnovăț
20. Regina Maria
21. Rublenița
22. Rudi
23. Schineni
24. Stoicani
25. Șeptelici
26. Șolcani
27. Tătărăuca Veche
28. Trifăuți
29. Vasilcău
30. Vărăncău
31. Vădeni
32. Visoca
33. Volovița
34. Zastînca